# Radegast
Bản mẫu:Otheruses1
Radegast là một đô thị thuộc huyện Anhalt-Bitterfeld, bang Saxony-Anhalt, Đức.